# Pleurocerina saxatilis
Pleurocerina saxatilis är en tvåvingeart som beskrevs av Schneider 2010. Pleurocerina saxatilis ingår i släktet Pleurocerina och familjen stekelflugor. Inga underarter finns listade i Catalogue of Life.